# Iotisis
Iotisis is een geslacht van neteldieren uit de klasse van de Anthozoa (bloemdieren).

## Soort
- Iotisis alba Nutting, 1910